# Червеногуш козодой
Червеногуш козодой (Caprimulgus ruficollis) е вид птица от семейство Козодоеви (Caprimulgidae). Видът е незастрашен от изчезване.

## Разпространение
Разпространен е в Алжир, Гибралтар, Гвинея-Бисау, Мали, Мавритания, Мароко, Португалия, Испания, Тунис и Западна Сахара.